# Кропив'янка рябогруда
Кропи́в'янка рябогру́да, сла́вка яструби́на (Curruca nisoria)  — вид птахів роду Кропив'янка з родини кропив'янкових. В Україні гніздовий, перелітний вид.

## Опис

### Морфологічні ознаки
Крупніша за всіх кропив'янок, більша за горобця. Маса тіла 23-26 г, довжина тіла близько 15 см. У дорослого самця верх сірий; низ білий, з сірувато-бурою поперечною хвилястою строкатістю; махові пера бурі; третьорядні махові і покривні пера крил з білою верхівкою; стернові пера сірі, з білою верхівкою; дзьоб і ноги сірі; райдужна оболонка ока жовта. У дорослої самки верх з бурим відтінком; смугастість на нижній частині тулуба виражена менше. Молодий птах зверху сірувато-бурий; низ білуватий, на боках тулуба невиразна поперечна строкатість; райдужна оболонка ока темно-коричнева.
Від інших кропив'янок відрізняється строкатістю на нижній частині тулуба, а дорослий птах від більшості кропив'янок — також жовтою райдужною оболонкою ока.

### Звуки
Пісня подібна до пісні садової кропив'янки, але більш голосна, дещо більш тріскуча і нерівна, з більш частими паузами. Співає у кущах, рідше — на верхів'ях кущів. У розпал співу злітає, подібно до сірої кропив'янки, нагадуючи при цьому метелика. Поклик — коротке «чек» або «тчек».

## Поширення
Вид поширений спорадично, більш численний на півдні ареалу. Ареал: Західна Євразія від північно-східної Франції, Швейцарії і північної Італії на схід до долини Шегарки (басейн верхньої Обі), Західного Саяну, Тувинської угловини, угтловини Великих Озер у північно-західній Монголії і по Монгольському Алтаю ймовірно до східного краю Гобійського Алтаю. На північ до Данії, північної Швеції, Фінської затоки, в європейській частині Росії до 60-ї паралелі, далі на схід на півночі до Західного Саяну. На південь до Північної Італії, північної Греції, південної Болгарії, в Малій Азії на південь до 40-ї паралелі, до південної межі Вірменського нагір'я та ймовірно Ельбрусу. На схід від Каспійського моря в західному і центральному Казахстані, на південь до 48-ї паралелі. Від центральної частини Казахського дрібносопочника південна межа ареалу завертає на південь і простягається через дельту Ілі, західне підніжжя Тянь-Шаня, західне підніжжя Паміро-Алтайської системи і Паропаміза, охоплює ці гірські країни з півдня і від західного Гіндукуша через західний Сіньцзян продовжується до східної межі Гобійського Алтаю. У межах окресленої центральноазійської частини ареалу пустельні простори Такла-Макана і Джунгарії цим видом не заселено. Гніздиться на деяких островах Балтійського моря.
Місця зимівлі розташовані в Африці.

## Чисельність
Чисельність в Європі оцінена в 460—1000 тис. пар, в Україні — 67—102 тис. пар.

## Місця гніздування
Кропив'янка рябогруда мешкає в різноманітних заростях кущів, мілколіссі і молодій деревній порослі серед відкритих просторів. Чагарникові зарості, де оселяється ця кропив'янка, можуть розташовуватися на узліссях листяних і мішаних лісів як на вододілах, так і в заплавах річок, в садах, парках, незалежно від деревної рослинності. Оселяється в живоплотах, полезахисних смугах та інших штучних насадженнях. Уникає лісових масивів, занадто сухих і занадто заболочених місць, а також розріджених низьких чагарників. У гори піднімається до висоти 1500 м. Незважаючи на досить велику різноманітність місць існування, кропив'янка рябогруда більш примхлива у виборі місць гніздування, ніж інші кропив'янки.

## Гніздування

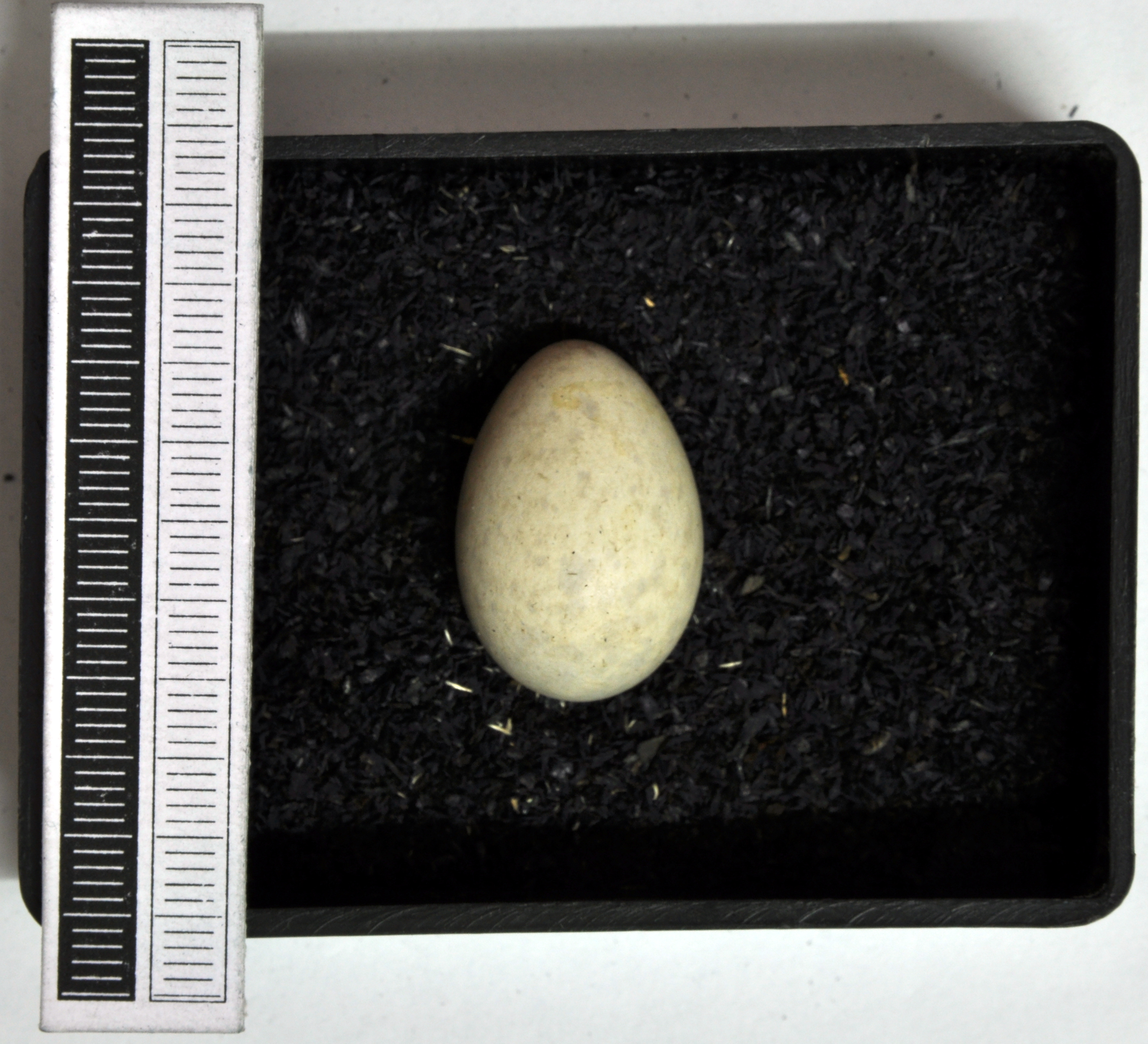
Яйце в колекції Музею Вайсбадена, Німеччина

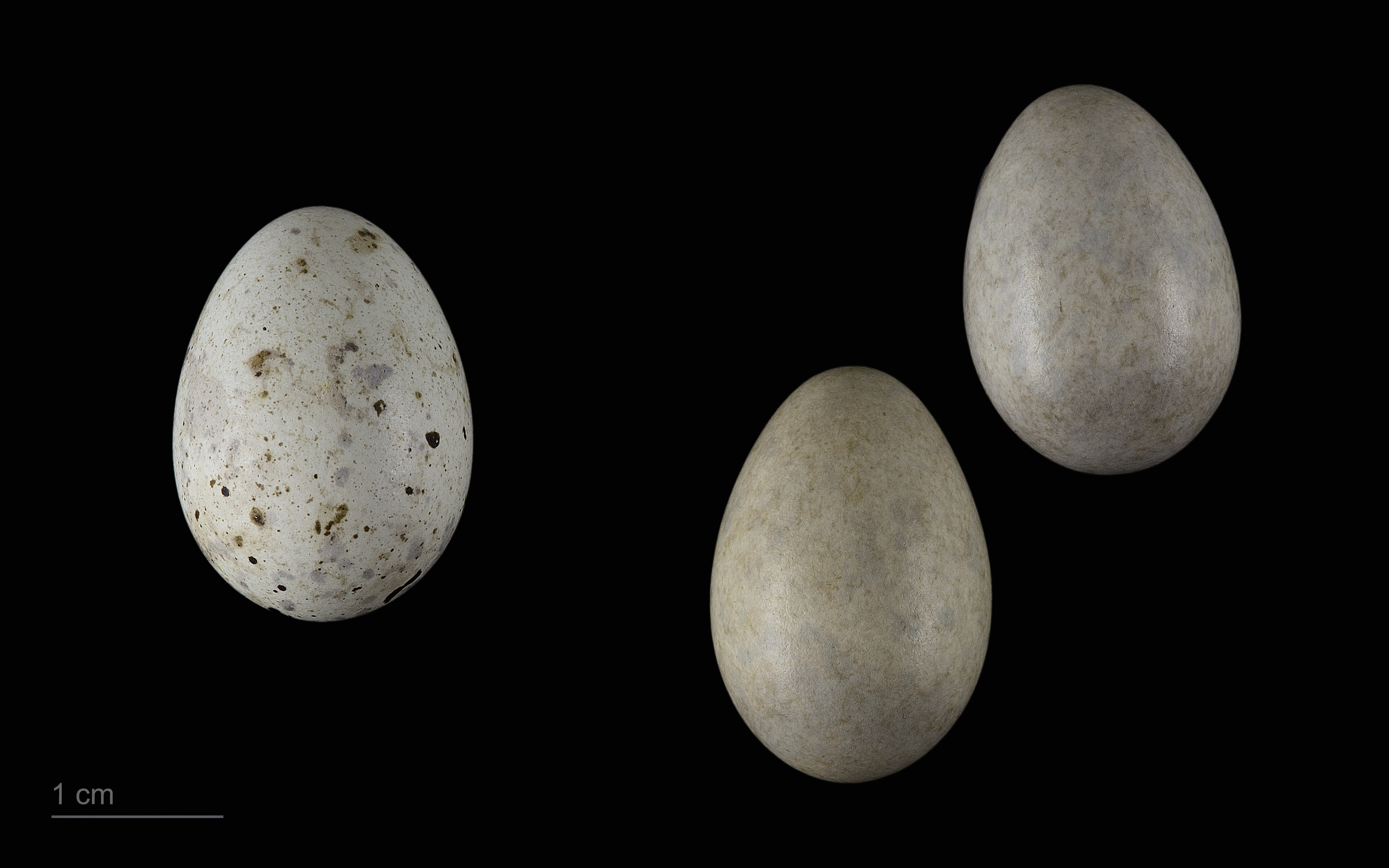
Яйце зозулі звичайної та яйця кропив'янки рябогрудої, Тулузький музей

На місцях гніздування з'являється пізно — протягом травня. Гніздиться поодинокими парами. Гніздо розміщує в чагарниках або на молодих деревах, частіше на кущах верби, інколи на малині, молодій ялині, ялівцю тощо. Висота, на якій розміщене гніздо, невелика — до 1 м, зрідка — до 3 м. Воно споруджується у переплетенні гілок, в мутовках і розвилках, практично не кріпиться до них і виглядає як типова для кропив'янок пухка споруда. Будівельним матеріалом слугують переважно сухі стебла трав'янистих рослин, інколи з додаванням деревних гілочок і завжди з рясною інкрустацією рослинного пуху, коконів павуків і комах. Вистилка складається з порівняно тонких стебел, корінців, нерідко — кінського волосся.
У кладці найчастіше 5 яєць, інколи 6, рідше 4 або навіть 2. У день відкладається по яйцю. Основний фон забарвлення шкаралупи світло-зеленувато-сірий або сірувато-білий. Але проглядається він погано, оскільки на яйцях, крім світлих оливково-вохристих поверхневих плям і крапок, добре виражені великі світло-сірі глибокі плями, які у вигляді вуалі вкривають майже всю поверхню шкаралупи. Середні розміри яєць Європі: 20,95×15,32 мм.
До розмноження кропив'янка рябогруда приступає доволі пізно. Більшість пар завершують відкладання яєць в першій декаді червня, частина — наприкінці травня. Насиджує кладку обидва партнери протягом 14-15 діб. Виліт пташенят відбувається 11-12-й день, з двадцятих чисел червня по двадцяті числа липня.

## Живлення
Живиться комахами та їх личинками, павуками, молюсками. У другій половині літа вона охоче поїдає соковиті плоди і ягоди, особливо бузину. Комах скльовує з тонких гілочок і з листя, а також ловить їх і на землі.

## Охорона
Кропив'янка рябогруда охороняється Боннською та Бернською конвенцією, а також Директивою ЄС про захист диких птахів.